# ملعب بنك أمريكا
ملعب بنك أمريكا: هو ملعب لرياضة كرة القدم الأمريكية وهو لفريق كارولاينا بانثرس وهو ممثل ولايتي كارولاينا الشمالية وكارولاينا الجنوبية في دوري كرة القدم الأمريكية. ويقع الملعب في مدينة شارلوت، كارولاينا الشمالية. وتستعمله فريق الجامعات ببطولات الجامعات الأمريكية لكرة القدم الأمريكية.

## صور من الملعب

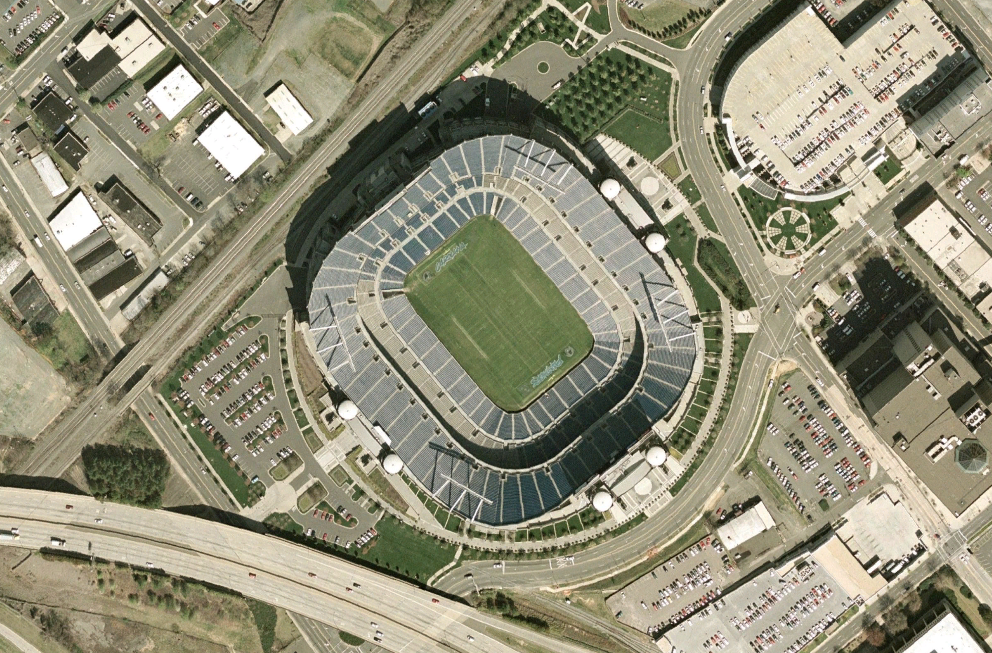
صورة للملعب ملتقطة من الجو.
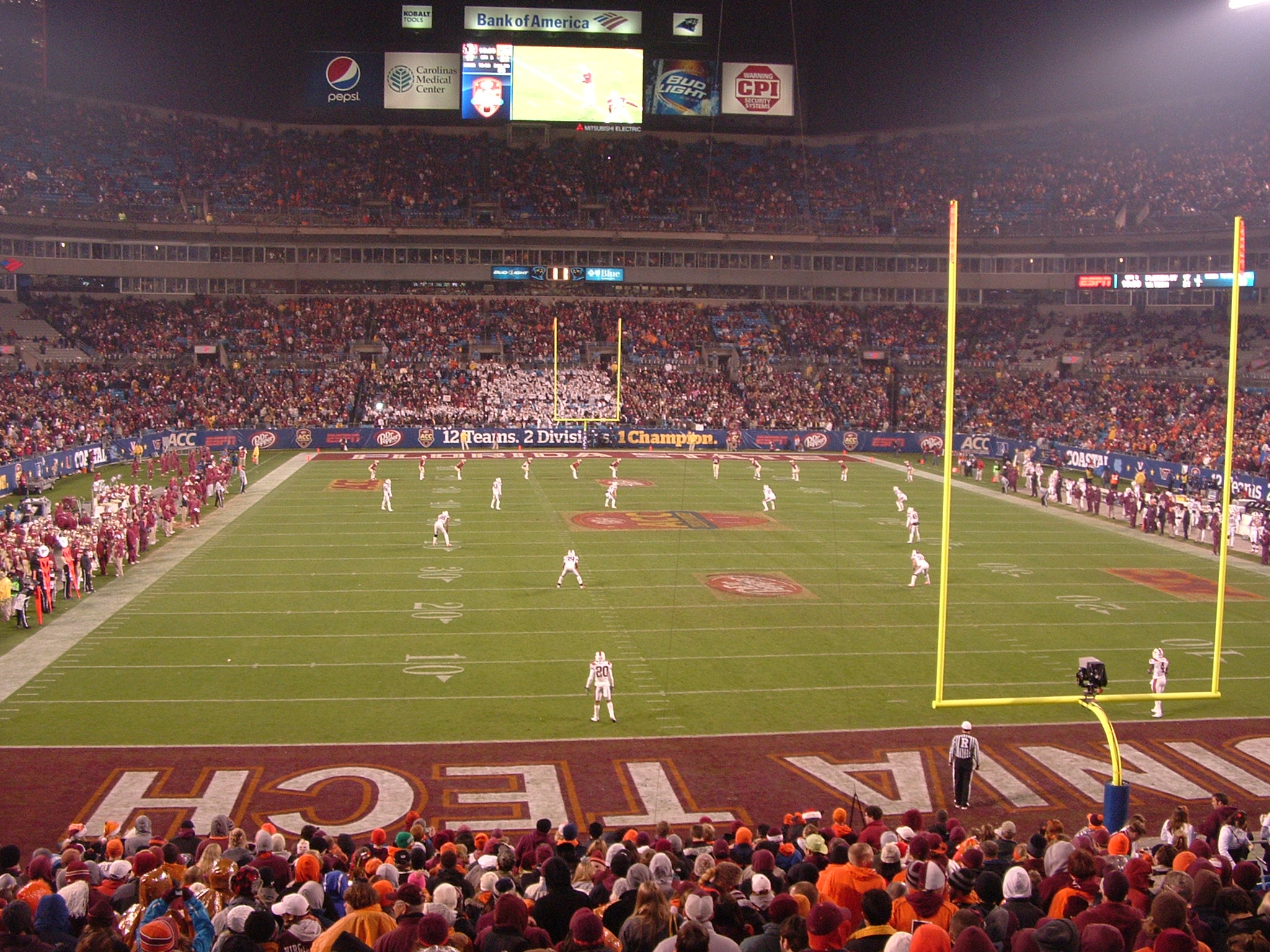
صورة للملعب ممتلئ بالجماهير خلال مبارات ببطولة الجامعات الأمريكية برياضة كرة القدم الأمريكية.
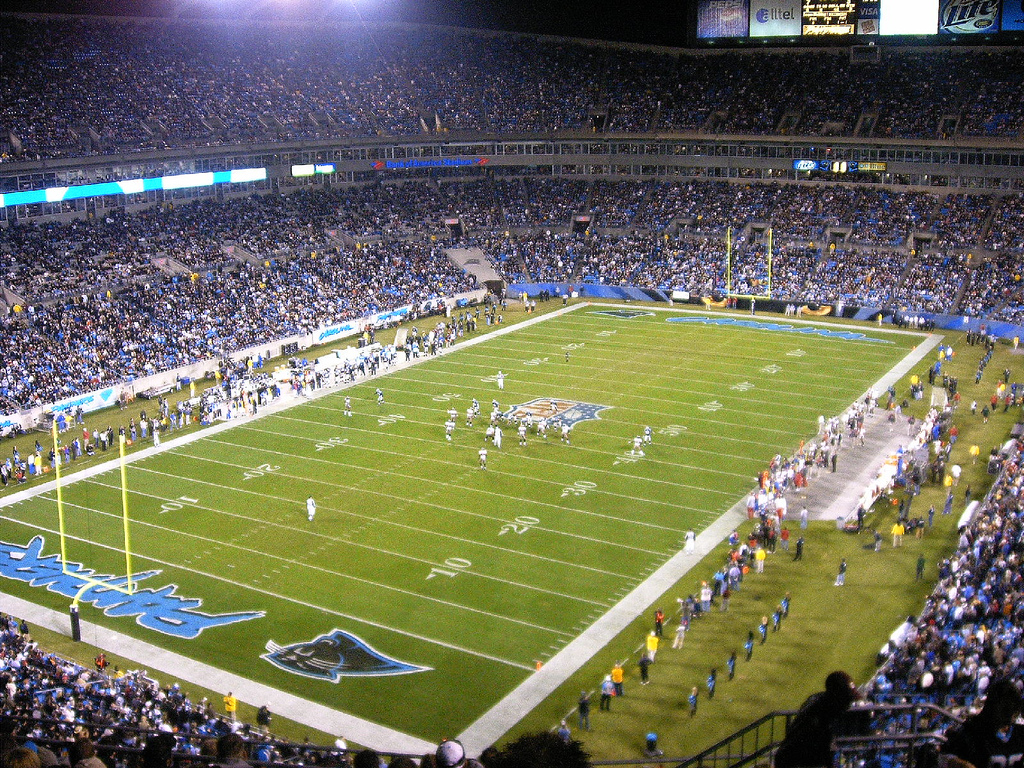
صورة للملعب خلال مباراة فريق كارولاينا بانثرس وفريق تامبا بي بكانيرز في دورة كرة القدم الأمريكية.